# 277 Park Avenue
277 Park Avenue ist ein Wolkenkratzer in Manhattan in New York City, USA. Die US-amerikanische Bank JPMorgan Chase & Co. unterhält seit 2000 in dem Bürogebäude einen ihrer Standorte.

## Beschreibung
Das Gebäude wurde von 1962 bis 1964 erbaut und am 13. Juli 1964 eröffnet. Es steht auf der Ostseite der Park Avenue zwischen der 47th und 48th Street unweit dem Grand Central Terminal in Midtown Manhattan. Nachbargebäude sind die Wolkenkratzer 270 Park Avenue und 245 Park Avenue.
Der 50 Stockwerke zählende Wolkenkratzer hat eine Höhe von 209,4 Meter (687 Fuß) und nimmt in der Liste der höchsten Gebäude in New York gemeinsam mit 55 Water Street und The Beekman Hotel & Residences den 92. Platz ein (Stand 2025). Das Bürogebäude wurde vom Architektenbüro Emery Roth & Sons entworfen. Es hat einen rechteckigen Grundriss und wurde mit einer dunkel schimmernden Glasfassade ausgestattet. Die tragenden Elemente bestehen aus Stahl. Im Jahr 2022 erhielt das Hochhaus neue, moderne Eingangsbereiche am Haupteingang an der Park Avenue und dem Nebeneingang an der Lexington Avenue, erbaut vom Fassadenbauspezialist seele aus Gersthofen nach Entwürfen des Architekturbüros Bohlin Cywinski Jackson.
Erbauer und Eigentümer von 277 Park Avenue ist die Immobilien- und Investmentgruppe The Stahl Organization. Von 1964 bis 1996 waren hier mit der Chemical Bank und von 1996 bis 2000 mit der Chase Manhattan Bank die beiden Vorgänger der JPMorgan Chase Bank ansässig. Die JPMorgan Chase Bank übernahm am 30. Mai 2008 infolge der US-Bankenkrise 2008 die von Insolvenz bedrohte Investmentbank Bear Stearns. Anschließend wechselten viele Angestellte von JPMorgan Chase in den einstigen Stammsitz von Bear Stearns, der 383 Madison Avenue in der Madison Avenue in Midtown Manhattan. 277 Park Avenue beherbergt derzeit noch Teile der Investment Bank, der Commercial Bank und andere Unternehmensfunktionen von JPMorgan Chase. Des Weiteren haben hier noch weitere Firmen ihren Hauptsitz.
Das Bürogebäude gehört zu den 41 Gebäuden in New York, denen 2019 einen eigenen ZIP-Code zugewiesen wurden. 277 Park Avenue erhielt die Postleitzahl „10172“.